# Segunda División de Chile 1989
El Campeonato Nacional de Fútbol de Segunda División de 1989 fue el 38° torneo disputado de la segunda categoría del fútbol profesional de Chile, con la participación de 24 equipos divididos en dos grupos de 12 equipos. 
El torneo se jugó en dos ruedas con un sistema de todos-contra-todos.
El campeón del torneo fue la Universidad de Chile, que consiguió el ascenso a Primera División, junto al subcampeón Palestino y el tercer ascendido Santiago Wanderers (equipo que subió por la Liguilla de Promoción).

## Aspectos generales

### Modalidad
El torneo consistió en la división de dos zonas: Zona Norte y Zona Sur, participando 12 equipos (de un total de 24) en cada una.
En la primera fase, cada zona se jugó durante 22 fechas, en dos ruedas y bajo el sistema de todos contra todos, clasificando los seis primeros equipos de cada una a la fase final de ascenso, mientras los restantes seis disputaban la fase final de descenso.
En la fase final de ascenso (o fase A), los seis equipos de cada zona jugaron 10 fechas, en dos ruedas y bajo el sistema de todos contra todos. El equipo que al final de la fase terminaba ubicado en la primera posición de la tabla de cada zona, lograba el ascenso a la Primera División, mientras que los equipos ubicados en la segunda posición jugaban la Liguilla de Promoción.
En la fase final de descenso (o fase B), los seis equipos de cada zona jugaron 10 fechas, en dos ruedas y bajo el sistema de todos contra todos. El equipo que al final de la fase terminaba ubicado en la última posición de la tabla de cada zona, disputaba con el otro la definición por el descenso.
Finalmente, el primer posicionado de la fase final de ascenso de la Zona Norte junto al primer posicionado de la fase final de ascenso de la Zona Sur disputaban, a partido único y en cancha neutral, el título de Segunda División.

## Movimientos divisionales
| Pos | a la Primera División 1989 |
| --- | -------------------------- |
| 1º  | Rangers                    |
| 2º  | Unión San Felipe           |

| Pos | a la Segunda División 1989 |
| --- | -------------------------- |
| 15º | Universidad de Chile       |
| 16º | Palestino                  |

| Pos | a la Segunda División 1989 |
| --- | -------------------------- |
| 1º  | Soinca Bata                |

| Pos           | a la Tercera División 1989 |
| ------------- | -------------------------- |
| 6º Zona Sur B | Malleco Unido              |

## Equipos participantes
| Equipo                | Ciudad                        |
| --------------------- | ----------------------------- |
| Audax Italiano        | La Florida, Santiago de Chile |
| Cobreandino           | los Andes                     |
| Colchagua             | San Fernando                  |
| Coquimbo Unido        | Coquimbo                      |
| Curicó Unido          | Curicó                        |
| Deportes Antofagasta  | Antofagasta                   |
| Deportes Arica        | Arica                         |
| Deportes Linares      | Linares                       |
| Deportes Ovalle       | Ovalle                        |
| Deportes Temuco       | Temuco                        |
| Deportes Puerto Montt | Puerto Montt                  |
| General Velásquez     | San Vicente de Tagua Tagua    |
| Iberia                | Los Ángeles                   |
| Lota Schwager         | Coronel                       |
| Magallanes            | Maipú, Santiago de Chile      |
| Ñublense              | Chillán                       |
| Palestino             | La Cisterna                   |
| Provincial Osorno     | Osorno                        |
| Regional Atacama      | Copiapó                       |
| San Luis de Quillota  | Quillota                      |
| Santiago Wanderers    | Valparaíso                    |
| Soinca Bata           | Melipilla                     |
| Unión La Calera       | La Calera                     |
| Universidad de Chile  | Santiago de Chile             |

## Tablas de posiciones

### Zona Norte
| Pos | Equipo               | PJ | PG | PE | PP | GF | GC | Dif | Pts |
| --- | -------------------- | -- | -- | -- | -- | -- | -- | --- | --- |
| 1   | Santiago Wanderers   | 22 | 11 | 5  | 6  | 28 | 19 | 9   | 27  |
| 2   | Coquimbo Unido       | 22 | 8  | 9  | 5  | 21 | 19 | 2   | 25  |
| 3   | Palestino            | 22 | 8  | 8  | 6  | 35 | 23 | 12  | 24  |
| 4   | Deportes Ovalle      | 22 | 9  | 6  | 7  | 26 | 25 | 1   | 24  |
| 5   | Regional Atacama     | 22 | 8  | 8  | 6  | 30 | 31 | -1  | 24  |
| 6   | Deportes Antofagasta | 22 | 9  | 5  | 8  | 36 | 28 | 8   | 23  |
| 7   | Cobreandino          | 22 | 10 | 3  | 9  | 28 | 31 | -3  | 23  |
| 8   | San Luis de Quillota | 22 | 7  | 7  | 8  | 24 | 24 | 0   | 21  |
| 9   | Soinca Bata          | 22 | 8  | 5  | 9  | 26 | 28 | -2  | 21  |
| 10  | Audax Italiano       | 22 | 7  | 4  | 11 | 24 | 31 | -7  | 18  |
| 11  | Unión La Calera      | 22 | 6  | 6  | 10 | 23 | 33 | -10 | 18  |
| 12  | Deportes Arica       | 22 | 7  | 2  | 13 | 28 | 37 | -9  | 16  |

|  | Clasifica a Liguilla Ascenso Norte.  |
|  | Clasifica a Liguilla Descenso Norte. |

### Zona Sur
| Pos | Equipo                | PJ | PG | PE | PP | GF | GC | Dif | Pts |
| --- | --------------------- | -- | -- | -- | -- | -- | -- | --- | --- |
| 1   | Universidad de Chile  | 22 | 11 | 8  | 3  | 36 | 20 | 16  | 30  |
| 2   | Magallanes            | 22 | 11 | 6  | 5  | 24 | 14 | 10  | 28  |
| 3   | Provincial Osorno     | 22 | 8  | 10 | 4  | 28 | 20 | 8   | 26  |
| 4   | Iberia                | 22 | 8  | 8  | 6  | 24 | 25 | -1  | 24  |
| 5   | Deportes Puerto Montt | 22 | 7  | 8  | 7  | 22 | 21 | 1   | 22  |
| 6   | Curicó Unido          | 22 | 6  | 9  | 7  | 24 | 25 | -1  | 21  |
| 7   | Lota Schwager         | 22 | 7  | 7  | 8  | 16 | 26 | -10 | 21  |
| 8   | Deportes Temuco       | 22 | 6  | 8  | 8  | 26 | 27 | -1  | 20  |
| 9   | Deportes Linares      | 22 | 4  | 12 | 6  | 16 | 20 | -4  | 20  |
| 10  | General Velásquez     | 22 | 5  | 8  | 9  | 21 | 30 | -9  | 18  |
| 11  | Ñublense              | 22 | 6  | 5  | 11 | 21 | 23 | -2  | 17  |
| 12  | Colchagua             | 22 | 4  | 9  | 9  | 16 | 23 | -7  | 17  |

|  | Clasifica a Liguilla Ascenso Sur.  |
|  | Clasifica a Liguilla Descenso Sur. |

## Fase final

### Liguilla de Ascenso Norte
| Pos | Equipo               | PJ | PG | PE | PP | GF | GC | Dif | Pts |
| --- | -------------------- | -- | -- | -- | -- | -- | -- | --- | --- |
| 1   | Palestino            | 10 | 5  | 4  | 1  | 23 | 11 | 12  | 38  |
| 2   | Santiago Wanderers   | 10 | 3  | 4  | 3  | 8  | 13 | -5  | 37  |
| 3   | Deportes Ovalle      | 10 | 3  | 4  | 3  | 10 | 10 | 0   | 34  |
| 4   | Coquimbo Unido       | 10 | 3  | 3  | 4  | 11 | 13 | -2  | 34  |
| 5   | Deportes Antofagasta | 10 | 4  | 2  | 4  | 12 | 13 | -1  | 33  |
| 6   | Regional Atacama     | 10 | 1  | 6  | 12 | 12 | 16 | -4  | 31  |

### Liguilla de Descenso Norte
| Pos | Equipo               | PJ | PG | PE | PP | GF | GC | Dif | Pts |
| --- | -------------------- | -- | -- | -- | -- | -- | -- | --- | --- |
| 1   | Cobreandino          | 10 | 4  | 2  | 4  | 13 | 10 | 3   | 33  |
| 2   | San Luis de Quillota | 10 | 3  | 3  | 4  | 11 | 11 | 0   | 30  |
| 3   | Soinca Bata          | 10 | 2  | 5  | 3  | 8  | 13 | -5  | 30  |
| 4   | Deportes Arica       | 10 | 5  | 3  | 2  | 16 | 13 | 3   | 29  |
| 5   | Audax Italiano       | 10 | 4  | 3  | 3  | 14 | 12 | 2   | 29  |
| 6   | Unión La Calera      | 10 | 3  | 2  | 5  | 12 | 15 | -3  | 26  |

|  | Final por el Campeonato. Asciende a Primera División. |
|  | Clasificó a la Liguilla de Promoción.                 |
|  | Juega Definición Descenso.                            |

### Liguilla de Ascenso Sur
| Pos | Equipo                | PJ | PG | PE | PP | GF | GC | Dif | Pts |
| --- | --------------------- | -- | -- | -- | -- | -- | -- | --- | --- |
| 1   | Universidad de Chile  | 10 | 6  | 2  | 2  | 13 | 5  | 8   | 44  |
| 2   | Magallanes            | 10 | 3  | 4  | 3  | 14 | 10 | 4   | 38  |
| 3   | Provincial Osorno     | 10 | 4  | 2  | 4  | 11 | 12 | -1  | 36  |
| 4   | Iberia                | 10 | 5  | 1  | 4  | 13 | 14 | -1  | 35  |
| 5   | Curicó Unido          | 10 | 3  | 3  | 4  | 7  | 11 | -4  | 30  |
| 6   | Deportes Puerto Montt | 10 | 2  | 2  | 6  | 9  | 15 | -6  | 28  |

### Liguilla de Descenso Sur
| Pos | Equipo            | PJ | PG | PE | PP | GF | GC | Dif | Pts |
| --- | ----------------- | -- | -- | -- | -- | -- | -- | --- | --- |
| 1   | Lota Schwager     | 10 | 4  | 5  | 1  | 14 | 9  | 5   | 34  |
| 2   | Deportes Temuco   | 10 | 2  | 5  | 3  | 11 | 11 | 0   | 29  |
| 3   | Deportes Linares  | 10 | 3  | 3  | 4  | 9  | 13 | -4  | 29  |
| 4   | Colchagua         | 10 | 3  | 5  | 2  | 10 | 8  | 2   | 28  |
| 5   | Ñublense          | 10 | 3  | 4  | 3  | 7  | 7  | 0   | 27  |
| 6   | General Velásquez | 10 | 1  | 6  | 3  | 5  | 8  | -3  | 26  |

|  | Final por el Campeonato. Asciende a Primera División. |
|  | Clasificó a la Liguilla de Promoción.                 |
|  | Juega Definición Descenso.                            |

## Definición por el descenso
| Partido de ida; 28 de enero de 1990 | Unión La Calera | 0 : 2 | General Velásquez | Estadio Nicolás Chahuán, La Calera |  |

| Partido de vuelta; 4 de febrero de 1990 | General Velásquez | 0 : 2 | Unión La Calera | Estadio Municipal, San Vicente de Tagua Tagua |  |

| Partido de Desempate; 9 de febrero de 1990 | General Velásquez | 4 : 1 | Unión La Calera | Estadio Santa Laura, Santiago |  |

- Unión La Calera desciende a Tercera División.

## Final
| Partido Único; 27 de enero de 1990 | Universidad de Chile                                                               | 0 : 0 (5:4 p.)             | Palestino                                                                               | Estadio Nacional, Santiago (Chile)                         |  |
|                                    |                                                                                    |                            |                                                                                         | Asistencia: 29.718 espectadores Árbitro(s): Sergio Vásquez |  |
|                                    |                                                                                    | Tiros desde el punto penal |                                                                                         |                                                            |  |
|                                    | Ricardo Vásquez · Marco Fajre · Orlando Mondaca · Horacio Rivas · Carlos Cisternas |                            | Marcelo Corrales · Cristian Jélvez · Juan Rojas · Juan Ramón Garrido · Juan Toro Campos |                                                            |  |

|       | POR   | Eduardo Fournier     |     |
|       | DEF   | Ricardo Vasquez      |     |
|       | DEF   | Carlos Cisternas     |     |
|       | DEF   | Horacio Rivas        |     |
|       | DEF   | Roberto Reynero      |     |
|       | MED   | Luis Valenzuela      |     |
|       | MED   | Marcelo Silva        | 73' |
|       | MED   | Severino Vasconcelos |     |
|       | DEL   | Héctor Hoffens       |     |
|       | DEL   | Marco Fajre          |     |
|       | DEL   | Cristián Olguín      | 68' |
| D. T. | D. T. | Luis Ibarra          |     |

|       | POR   | Arturo Palma            |      |
|       | DEF   | Roberto Carrasco        |      |
|       | DEF   | Juan Carlos Hernández   |      |
|       | DEF   | Cristian Jélvez         |      |
|       | DEF   | Lexter Lacroix          |      |
|       | MED   | Rodrigo Gómez           |      |
|       | MED   | Juan Toro Campos        |      |
|       | MED   | Julio Suazo             |      |
|       | DEL   | Fernando Medina         | 110' |
|       | DEL   | Juan Ramón Garrido      |      |
|       | DEL   | Nelson Soto             | 105' |
| D. T. | D. T. | Víctor Manuel Castañeda |      |

|  | MED | Pedro Pablo Díaz | 68' |
|  | DEF | Orlando Mondaca  | 73' |

|  | DEL | Marcelo Corrales | 105' |
|  | DEL | Juan Rojas       | 110' |

| 53' | Lexter Lacroix |

| Principal | Sergio Vásquez |

|       | POR   | Eduardo Fournier     |     |
|       | DEF   | Ricardo Vasquez      |     |
|       | DEF   | Carlos Cisternas     |     |
|       | DEF   | Horacio Rivas        |     |
|       | DEF   | Roberto Reynero      |     |
|       | MED   | Luis Valenzuela      |     |
|       | MED   | Marcelo Silva        | 73' |
|       | MED   | Severino Vasconcelos |     |
|       | DEL   | Héctor Hoffens       |     |
|       | DEL   | Marco Fajre          |     |
|       | DEL   | Cristián Olguín      | 68' |
| D. T. | D. T. | Luis Ibarra          |     |

|       | POR   | Arturo Palma            |      |
|       | DEF   | Roberto Carrasco        |      |
|       | DEF   | Juan Carlos Hernández   |      |
|       | DEF   | Cristian Jélvez         |      |
|       | DEF   | Lexter Lacroix          |      |
|       | MED   | Rodrigo Gómez           |      |
|       | MED   | Juan Toro Campos        |      |
|       | MED   | Julio Suazo             |      |
|       | DEL   | Fernando Medina         | 110' |
|       | DEL   | Juan Ramón Garrido      |      |
|       | DEL   | Nelson Soto             | 105' |
| D. T. | D. T. | Víctor Manuel Castañeda |      |

|  | MED | Pedro Pablo Díaz | 68' |
|  | DEF | Orlando Mondaca  | 73' |

|  | DEL | Marcelo Corrales | 105' |
|  | DEL | Juan Rojas       | 110' |

| 53' | Lexter Lacroix |

| Principal | Sergio Vásquez |

|       | POR   | Eduardo Fournier     |     |
|       | DEF   | Ricardo Vasquez      |     |
|       | DEF   | Carlos Cisternas     |     |
|       | DEF   | Horacio Rivas        |     |
|       | DEF   | Roberto Reynero      |     |
|       | MED   | Luis Valenzuela      |     |
|       | MED   | Marcelo Silva        | 73' |
|       | MED   | Severino Vasconcelos |     |
|       | DEL   | Héctor Hoffens       |     |
|       | DEL   | Marco Fajre          |     |
|       | DEL   | Cristián Olguín      | 68' |
| D. T. | D. T. | Luis Ibarra          |     |

|       | POR   | Arturo Palma            |      |
|       | DEF   | Roberto Carrasco        |      |
|       | DEF   | Juan Carlos Hernández   |      |
|       | DEF   | Cristian Jélvez         |      |
|       | DEF   | Lexter Lacroix          |      |
|       | MED   | Rodrigo Gómez           |      |
|       | MED   | Juan Toro Campos        |      |
|       | MED   | Julio Suazo             |      |
|       | DEL   | Fernando Medina         | 110' |
|       | DEL   | Juan Ramón Garrido      |      |
|       | DEL   | Nelson Soto             | 105' |
| D. T. | D. T. | Víctor Manuel Castañeda |      |

|  | MED | Pedro Pablo Díaz | 68' |
|  | DEF | Orlando Mondaca  | 73' |

|  | DEL | Marcelo Corrales | 105' |
|  | DEL | Juan Rojas       | 110' |

| 53' | Lexter Lacroix |

| Principal | Sergio Vásquez |

|       | POR   | Eduardo Fournier     |     |
|       | DEF   | Ricardo Vasquez      |     |
|       | DEF   | Carlos Cisternas     |     |
|       | DEF   | Horacio Rivas        |     |
|       | DEF   | Roberto Reynero      |     |
|       | MED   | Luis Valenzuela      |     |
|       | MED   | Marcelo Silva        | 73' |
|       | MED   | Severino Vasconcelos |     |
|       | DEL   | Héctor Hoffens       |     |
|       | DEL   | Marco Fajre          |     |
|       | DEL   | Cristián Olguín      | 68' |
| D. T. | D. T. | Luis Ibarra          |     |

|       | POR   | Arturo Palma            |      |
|       | DEF   | Roberto Carrasco        |      |
|       | DEF   | Juan Carlos Hernández   |      |
|       | DEF   | Cristian Jélvez         |      |
|       | DEF   | Lexter Lacroix          |      |
|       | MED   | Rodrigo Gómez           |      |
|       | MED   | Juan Toro Campos        |      |
|       | MED   | Julio Suazo             |      |
|       | DEL   | Fernando Medina         | 110' |
|       | DEL   | Juan Ramón Garrido      |      |
|       | DEL   | Nelson Soto             | 105' |
| D. T. | D. T. | Víctor Manuel Castañeda |      |

|  | MED | Pedro Pablo Díaz | 68' |
|  | DEF | Orlando Mondaca  | 73' |

|  | DEL | Marcelo Corrales | 105' |
|  | DEL | Juan Rojas       | 110' |

| 53' | Lexter Lacroix |

| Principal | Sergio Vásquez |

## Campeón
| Bandera de Chile             |
| Campeón Universidad de Chile |
| Asciende a Primera División  |

## Liguilla de promoción
Los 3 equipos que participaron en esa liguilla, tenían que jugar en una sola sede, en este caso en Viña del Mar y lo disputaron en un formato de todos contra todos en 3 partidos. El ganador jugará en Primera División para el año 1990, mientras que los 2 perdedores jugarán en Segunda División para el mismo año mencionado. El dato curioso de esta liguilla, es que Santiago Wanderers que fue el ganador de esta liguilla, logró el ascenso a la Primera División en el Estadio Sausalito, estadio de su archirrival de región Everton, en un partido de desempate ante Unión San Felipe.
| Pos | Equipo             | PJ | PG | PE | PP | GF | GC | Dif | Pts |
| --- | ------------------ | -- | -- | -- | -- | -- | -- | --- | --- |
| 1   | Santiago Wanderers | 2  | 1  | 1  | 0  | 7  | 4  | 3   | 3   |
| 2   | Unión San Felipe   | 2  | 1  | 1  | 0  | 4  | 3  | 1   | 3   |
| 3   | Magallanes         | 2  | 0  | 0  | 2  | 3  | 7  | -4  | 0   |

PJ=Partidos jugados; PG=Partidos ganados; PE=Partidos empatados; PP=Partidos perdidos; GF=Goles a favor; GC=Goles en contra; Dif=Diferencia de gol; Pts=Puntos
|  | Jugará en Primera División de Chile 1990 |
|  | Jugará en Segunda División de Chile 1990 |

1º Fecha
| 14 de febrero de 1990 | Santiago Wanderers                                                        | 5 : 2 | Magallanes                      | Estadio Sausalito, Viña del Mar                            |                                                            |
|                       | Alejandro Arancibia · Patricio Miranda · Miguel Vásquez · Claudio Álvarez |       | Eduardo Gálvez · Fernando Muñoz | Asistencia: 10.680 espectadores Árbitro(s): Jorge Massardo | Asistencia: 10.680 espectadores Árbitro(s): Jorge Massardo |

2º Fecha
| 17 de febrero de 1990 | Unión San Felipe               | 2 :1 | Magallanes | Estadio Sausalito, Viña del Mar                          |                                                          |
|                       | Alejandro Bernal · Luis García |      | José Mella | Asistencia: 2.359 espectadores Árbitro(s): Iván Guerrero | Asistencia: 2.359 espectadores Árbitro(s): Iván Guerrero |

3º Fecha
| 20 de febrero de 1990 | Unión San Felipe                   | 2 : 2 | Santiago Wanderers              | Estadio Sausalito, Viña del Mar                                 |                                                                 |
|                       | Patricio Figueroa · Adrián Vicente |       | José Pérez · Víctor Hugo Amatti | Asistencia: 25.778 espectadores Árbitro(s): Salvador Imperatore | Asistencia: 25.778 espectadores Árbitro(s): Salvador Imperatore |

Partido de Desempate
| 24 de febrero de 1990 | Santiago Wanderers                                                | 4 : 1 | Unión San Felipe | Estadio Sausalito, Viña del Mar                          |                                                          |
|                       | Miguel Vásquez · José Pérez · Leonardo Ramírez · Gustavo Poirrier |       | Juan Durán       | Asistencia: 17.809 espectadores Árbitro(s): Hernán Silva | Asistencia: 17.809 espectadores Árbitro(s): Hernán Silva |

- Santiago Wanderers asciende a la Primera División para el año 1990. En tanto, Unión San Felipe desciende a Segunda División y Magallanes se mantiene en la Segunda División.